# Sông Ing
Sông Ing (tiếng Thái: อิง) là một chi lưu của sông Mekong ở phía Bắc của Thái Lan. Sông này dài khoảng 300 km và chảy theo mùa do khí hậu rừng nhiệt đới của khu vực. Nước lũ tràn ngập lưu vực sông vào mùa mưa đưa cá từ sông Mekong vào đây đẻ trứng. Khu vực rừng ngập gián đoạn hai bên bờ là nơi đẻ trứng của các loài cá. Khi mùa khô đến cá lại tìm đường xuôi dòng ra Mekong. Những cư dân sống xung quanh sông này sống nhờ vào nguồn cá bắt được ở sông này để sinh nhai.
Tại thị xã Phayao, sông chảy qua hồ Phayao.